# Raffetot
Raffetot es una comuna francesa situada en el departamento de Sena Marítimo, en la región de Normandía.

## Demografía
| 447 | 399 | 373 | 427 | 467 | 475 | 499 |
| Para los censos de 1962 a 1999 la población legal corresponde a la población sin duplicidades (Fuente: INSEE [Consultar]) |     |     |     |     |     |     |